# Handgreep van Credé

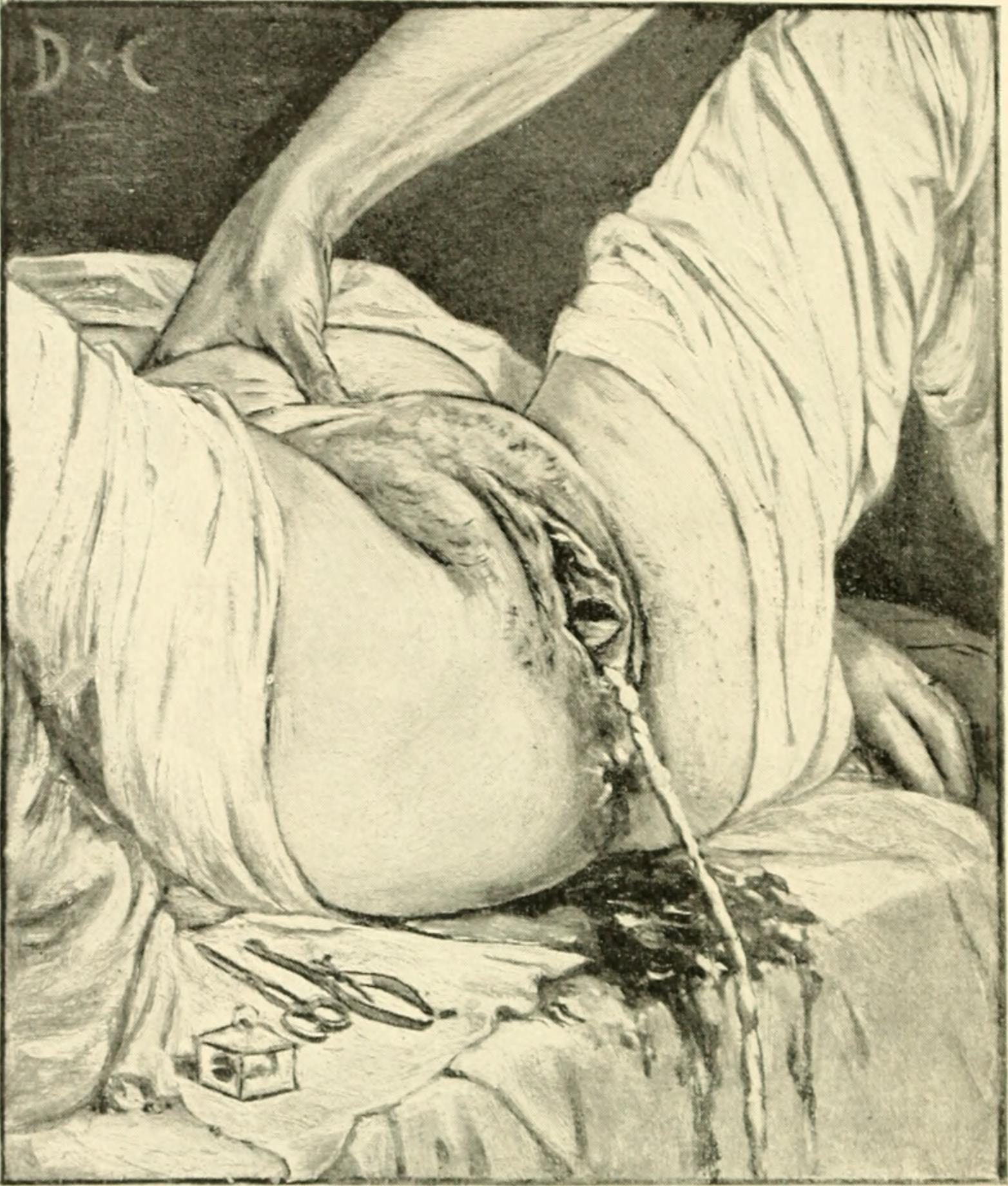
De handgreep van Credé gevisualiseerd in een leerboek voor verloskunde uit 1899

De handgreep van Credé is een techniek die wel wordt toegepast om een patiënt te helpen bij het urineren. Er wordt met de hand druk uitgeoefend op de buik net onder de navel, ter hoogte van de urineblaas. De manoeuvre wordt vaak uitgevoerd bij patiënten met blijvend letsel van het ruggenmerg zoals  dwarslaesie of spina bifida. 
Patiënten kunnen vaak leren deze techniek zelfstandig uit te voeren. Punt van aandacht is dat de uitgevoerde druk zou kunnen leiden tot terugvloeien van urine  naar de nieren, deze kunnen daar mogelijk door beschadigen. Een alternatief is (zelf)katheterisatie, wat dan viermaal daags noodzakelijk is. Als dit niet tot de mogelijkheden behoort dan is men aangewezen op een verblijfskatheter om de urine te laten afvloeien.

## Verloskunde
De handgreep werd in 1856 voor het eerst beschreven door de Duitse gynaecoloog C. Credé. Hij adviseerde toepassing ervan bij het verwijderen van de placenta uit de baarmoeder na de geboorte.